# Selaginella tama-montana
Selaginella tama-montana là một loài dương xỉ trong họ Selaginellaceae. Loài này được Seriz. mô tả khoa học đầu tiên..
Danh pháp khoa học của loài này chưa được làm sáng tỏ. 